# Мавзолей Музробшаха Хорезми
Мавзолей Музробшаха Хорезми (узб. Muzrobshoh Xorazmiy maqbarasi)— памятник архитектуры XVI—XVIII веков, расположен в махалле «Ойбек», села «Мухаман», Хазараспского района, Хорезмской области республики Узбекистан.

## История
Мавзолей назван в честь Музробшаха, государственного и религиозного деятеля жившего в Хорезме и датируется XVI—XVIII веками.
Название мавзолея связано с именем государственного и религиозного деятеля, правителя Хорезма — Абу Мухаррама Мухаммада Музробшаха, жившего в VIII веке. Музробшах родился в 705 году, в семье кожевника и умер в 775 году. Царь Музробшах Хорезми был первым правителем Хазараспа и сделал город Хазарасп своей столицей в 745—775 гг. В результате исследований учёных-востоковедов Абдуллы Ахмедова, Розимбоя Оллоёрова и главного имама-хатиба региона Хайруллы Абдуллаева известно, что Музробшах Хорезми был соратником Абу Муслима. Согласно повествованию, Музробшах был опытным военачальником, защитником ислама, гуманистом и верным другом.
Музробшах Хорезми был похоронен на главном кладбище города Хазараспа и почитается народом как святой. Мавзолей также известен под названиями «Шахбаба», «Хазрат Шах» и «Шахпир». Считается, что трехкратное посещение святыни Музробшаха избавит паломника от врагов и от сильной боли. Говорят также, что молодые люди, которые посещают Шахпир в прекрасном расположении духа, будут благословлены. В частности, говорят, что если юноша, желающий научиться какому-либо ремеслу, посетит Шахпир, то вскоре он научится, освоит его и начнет хорошо зарабатывать.

## Архитектура
Мавзолей, построенный над могилой Музробшаха Хорезми, с годами был поврежден. Новый мавзолей был построен на том же месте в середине 17 века, то есть в 1655 году по указу хана Абульгази.
Памятник представляет собой однокомнатную портально-купольную усыпальницу с сильно развитыми по вертикали формами пештака и столбообразного мавзолея. Размер мавзолея 7,3х8,3 метра, усыпальницы 4,9х4,9 метров. Мавзолей отличает необычно развитый портал хорезмийского типа, очень вытянутый вверх, утончающийся кверху по ширине и толщине, с сохранившейся аркатурой. Выразительные, устремленные вверх порталы с пышными двухъярусными аркатурами характерны для Хазараспского района. Четверик усыпальницы выведен с отступом от нижнего призматического основания; в верхней трети углы четверика скошены, что соответствует ярусу арочных парусов, с ячеистыми сталактитами в заполнении арочных пазух. Из кладки стен, на разной высоте выступают консольные балки — остатки неспиленных строительных лесов. Фасад выполнен в типичном для хорезмской архитектуры стиле: вход имеет глубокую арку, по бокам и сверху сделаны небольшие арки. На языке местного населения этот мавзолей называется «Шохпир Кадамджоси» .
В настоящее время вокруг мавзолея расположено кладбище, а на его кибле, то есть южной стороне, стоит мечеть вместимостью 2000 верующих.